# Druzhba (Sumy)
Druzhba (em ucraniano:  Дружба) é uma cidade da Ucrânia, situada no Oblast de Sumy. Tem 8,5 km² de área e sua população em 2020 foi estimada em 4.654 habitantes.